# Pseudoligostigma
Pseudoligostigma is een geslacht van vlinders van de familie van de grasmotten (Crambidae), uit de onderfamilie van de Glaphyriinae. De wetenschappelijke naam en de beschrijving van dit geslacht zijn voor het eerst gepubliceerd in 1920 door Embrik Strand. Strand beschreef ook de eerste soort uit het geslacht, Pseudoligostigma incisa, die als typesoort is aangeduid.

## Soorten
- Pseudoligostigma argyractalis (Schaus, 1912)
- Pseudoligostigma boliviensis (Munroe, 1964)
- Pseudoligostigma enallassalis (Dyar, 1914)
- Pseudoligostigma enantialis (Dyar, 1914)
- Pseudoligostigma enareralis (Dyar, 1914)
- Pseudoligostigma heptopalis (Hampson, 1908)
- Pseudoligostigma incisa Strand, 1920
- Pseudoligostigma odulphalis (Schaus, 1924)
- Pseudoligostigma phaeomeralis (Hampson, 1917)
- Pseudoligostigma punctissimalis (Dyar, 1914)